# 16 mai
Pour les articles homonymes, voir Seize-Mai.
16 avril 16 juin
Chronologies thématiques
- Croisades
- Ferroviaires
- Sports
- Disney
- Anarchisme
- Catholicisme

Abréviations / Voir aussi
- (° 1852) = né en 1852
- († 1885) = mort en 1885
- a.s. = calendrier julien
- n.s. = calendrier grégorien
- Calendrier
- Calendrier perpétuel
- Liste de calendriers
- Naissances du jour

Le 16 mai est le 136e jour, moins souvent le 137e, de l'année du calendrier grégorien ; il en reste ensuite 229.
Son équivalent était généralement le 27 floréal du calendrier républicain ou révolutionnaire français, officiellement dénommé jour de la civette (ciboulette, parfois appelée ainsi).

## Événements

### Xesiècle
- 946 : abdication de Suzaku, Murakami lui succède sur le trône impérial du Japon.

### XIIIesiècle
- 1204 : Baudouin VI de Hainaut est couronné empereur latin de Constantinople.

### XIVesiècle
- 1328 : Jean l'Aveugle, comte du Luxembourg, et roi de Bohême, confère à la ville d'Esch-sur-Alzette le statut de « ville libre ».
- 1364 : à la bataille de Cocherel lors de la guerre de Cent Ans, Bertrand du Guesclin bat Charles le Mauvais et ses alliés anglais ; il reçoit en récompense le comté de Longueville.

### XVIesiècle
- 1527 : début de la troisième République de Florence.
- 1532 : Thomas More démissionne de son poste de chancelier d'Angleterre.

### XVIIIesiècle
- 1703 : fondation de Saint-Pétersbourg par le tsar Pierre le Grand.
- 1739 : les marathes vainquent les portugais à la bataille de Vasai.
- 1770 : célébration du mariage du futur Louis XVI avec Marie-Antoinette d'Autriche.
- 1771 : les régulateurs de Caroline du Nord sont vaincus par William Tryon à Alamance.
- 1793 : première bataille de Fontenay-le-Comte, lors de la guerre de Vendée.

### XIXesiècle
- 1811 : les alliés britanniques, espagnols et portugais repoussent l'armée du maréchal Soult à la bataille d'Albuera.
- 1834 : victoire libérale à la bataille d'Asseiceira lors de la guerre civile portugaise.
- 1843 : prise de la Smala, de l'émir AbdelKader, par les troupes du duc d'Aumale, qui met fin à la conquête de l'Algérie.
- 1877 : crise du 16 mai 1877, à la suite de laquelle le régime de la IIIe République devient strictement parlementaire.

### XXesiècle
- 1916 : accord secret Sykes-Picot, sur le partage des colonies turques du Proche-Orient, entre la France et le Royaume-Uni.
- 1924 : vote de la loi d'immigration Johnson-Reed aux États-Unis.
- 1966 : début de la révolution culturelle en Chine.
- 2000 : le juriste Ahmet Necdet Sezer est élu président de la Turquie par les députés.

### XXIesiècle
- 2007 : Nicolas Sarkozy devient président de la Ve République française.
- 2009 : au Sri Lanka, fin de la guerre civile, victoire de l'armée sri-lankaise sur les tigres de libération de l'Îlam tamoul, à l'issue d'un conflit qui aura fait plus de 70 000 morts, de 1972 à 2008.
- 2014 : le parti Bharatiya Janata de Narendra Modi remporte les élections législatives indiennes.
- 2021 : au Chili, second jour des élections qui se déroulent afin d'élire une Assemblée constituante chargée de rédiger une nouvelle Constitution. L’abstention approche les 60 % du corps électoral et c'est la liste "En avant pour le Chili" qui remporte le suffrage avec 37 sièges[1]. L'Assemblée constituante est élue sur une base paritaire (77 femmes, 78 hommes)[2].

## Arts, culture et religion
- 1717 : Voltaire est envoyé à la Bastille.
- 1920 : canonisation de Jeanne d'Arc par l’Église catholique.
- 1929 : première cérémonie des Oscars du cinéma à Hollywood.
- 1953 : première parution de l'hebdomadaire L'Express comme supplément du quotidien Les Échos.
- 1983 : Michael Jackson exécute pour la première fois le moonwalk lors du 25e anniversaire de la Motown.
- 2004 : canonisation de Jeanne Beretta Molla par Jean-Paul II.
- 2007 : cérémonie d'ouverture du 60e Festival de Cannes.
- 2012 : cérémonie d'ouverture du 65e Festival de Cannes.
- 2020 : Eurovision de la chanson en mode confiné et sans concours ni palmarès (chaque compétiteur interprète son titre en direct devant une webcam, Thomas Leeb pour la France).

## Sciences et techniques
- 1960 : Théodore Maiman obtient pour la première fois une émission laser avec un cristal de rubis aux laboratoires HRL à Malibu, en Californie.
- 1969 : la sonde soviétique Venera 5 atterrit sur Vénus.

## Économie et société
- 1800 : une circulaire prescrit un recensement général de la population en France préparé par Lucien Bonaparte et Jean-Antoine Chaptal.
- 1968 : Citroën dévoile la voiture de plein air et plage Méhari en carrosserie plastique au golf de Deauville en Normandie produite jusqu'en 1987[3].
- 2003 : une série d'attentats-suicides frappe la ville de Casablanca au Maroc (41 morts et une centaine de blessés).

## Naissances

### XVIIesiècle
- 1603 : Paolo Antonio Barbieri, peintre italien († 27 juin 1649).

### XVIIIesiècle
- 1718 : Maria Gaetana Agnesi, mathématicienne italienne († 9 janvier 1799).
- 1763 : Louis-Nicolas Vauquelin, pharmacien et chimiste français († 14 novembre 1829).
- 1788 : Friedrich Rückert, poète allemand († 31 janvier 1866).

### XIXesiècle
- 1814 : Jan Tysiewicz, peintre et illustrateur polonais († 15 janvier 1891).
- 1821 : Pafnouti Tchebychev, mathématicien russe († 8 décembre 1894).
- 1834 : Marie-Thérèse de Soubiran, religieuse française, fondatrice des sœurs de Marie Auxiliatrice († 7 juin 1889).
- 1849 : Louis Bedel, entomologiste français † 26 janvier 1922).
- 1855 : Jean-Victor Augagneur, médecin et homme politique français († 23 avril 1931).
- 1880 : Anne O'Hare McCormick, journaliste américaine († 29 mai 1954.
- 1888 : Royal Rife, chercheur indépendant américain († 5 août 1971).
- 1889 : Georges Cochevelou (Jord ou Jorj Kochevelou en breton), traducteur, musicien, artisan, et luthier breton ès harpe celtique, père d'Alan Stivell († 20 décembre 1974).
- 1891 : Richard Tauber, ténor autrichien († 8 janvier 1948).
- 1898 : 
  - Tamara de Lempicka, peintre polonaise († 18 mars 1980).
  - Kenji Mizoguchi, réalisateur japonais († 24 août 1956).

### XXesiècle
- 1905 : Henry Fonda, acteur américain († 12 août 1982).
- 1906 :
  - Alfred Pellan, peintre québécois († 31 octobre 1988).
  - Arturo Uslar Pietri, écrivain vénézuélien († 26 février 2001).
- 1907 : Bob Tisdall, athlète irlandais, champion olympique sur 400 m. haies en 1932 († 27 juillet 2004).
- 1909 : Margaret Sullavan, actrice américaine († 1er janvier 1960).
- 1910 :
  - Higashifushimi Kunihide, prince japonais († 1er janvier 2014).
  - Denise Legrix, écrivaine et peintre française († 25 août 2010).
- 1913 : Woody Herman, saxophoniste et clarinettiste américain, chef d'orchestre de jazz († 29 octobre 1987).
- 1914 : Edward T. Hall, anthropologue américain  († 20 juillet 2009).
- 1915 : Mario Monicelli, scénariste et réalisateur italien († 29 novembre 2010).
- 1916 : Ephraïm Katzir, biophysicien et homme politique israélien († 30 mai 2009).
- 1917 : George Gaynes, acteur américain († 15 février 2016).
- 1919 : Liberace, pianiste américain († 4 février 1987).
- 1920 :
  - Martine Carol, actrice française († 6 février 1967).
  - Jacques François, acteur français († 25 novembre 2003).
  - André Salvat, officier français, compagnon de la Libération († 9 février 2017).
- 1922 : Michel Poniatowski, ancien ministre et historien français († 15 janvier 2002).
- 1923 : André Garant, peintre québécois († 26 juin 2003).
- 1924 : William Smith, nageur américain, double champion olympique († 8 février 2013).
- 1927 : 
  - Henri Mendras, sociologue français († 5 novembre 2003).
  - Marco Perrin, acteur français († 17 février 2014).
- 1928 : Billy Martin, joueur et gérant de baseball américain († 25 décembre 1989).
- 1929 :
  - Betty Carter, chanteuse de jazz américaine († 26 septembre 1998).
  - Claude Morin, essayiste, enseignant universitaire et homme politique québécois.
- 1930 : Friedrich Gulda, pianiste classique et de jazz autrichien († 27 janvier 2000).
- 1931 : Denise Filiatrault, actrice, metteuse en scène, directrice de théâtre, scénariste et réalisatrice québécoise.
- 1932 : Redd Holt (en), musicien américain du groupe Young-Holt Unlimited.
- 1933 : Danièle Heymann, critique de cinéma et journaliste française († 25 juillet 2019).
- 1934 : 
  - Roy Kerr, mathématicien néo-zélandais.
  - Suzanne Lapointe, actrice et animatrice québécoise († 2 janvier 2015).
- 1935 : Floyd Smith (en), joueur puis entraîneur de hockey sur glace canadien.
- 1936 : Karl Lehmann, cardinal allemand, évêque de Mayence († 11 mars 2018).
- 1939 : Jean-Yves Cozan, homme politique breton et français († 15 juin 2015).
- 1940 : André Thien Ah Koon, homme politique français.
- 1944 : Danny Trejo, acteur américain.
- 1945 : Brewster H. Shaw, astronaute américain.
- 1946 : Robert Fripp, compositeur britannique.
- 1947 :
  - Darrell Sweet (en), musicien anglais, membre fondateur du groupe Nazareth († 30 avril 1999).
  - Roch Thériault, dirigeant de secte canadien († 26 février 2011).
- 1949 :
  - Gilles Bertould, athlète spécialiste du 400 m, médaillé olympique.
  - Rick Reuschel, joueur de baseball américain.
  - Nicole Rieu, chanteuse française.
- 1950 : Bruce Coville, écrivain de science-fiction américain
- 1951 : Christian Lacroix, couturier français.
- 1952 : Sorj Chalandon, journaliste et écrivain français.
- 1953 : Pierce Brosnan, acteur irlando-américain, l'un des rares interprètes de l'agent James Bond.
- 1954 : Dafydd Rhys Williams, spationaute canadien.
- 1955 :
  - Olga Korbut, gymnaste soviétique.
  - Jack Morris, joueur de baseball américain.
  - Debra Winger, actrice américaine.
- 1956 : Alexandra Wong (Alexandra Wong Fung Yiu / 王鳳瑤 en mandarin sinon cantonais dite aussi Mamie Wong), activiste hong-kongaise prodémocratie arrêtée par le régime dictatorial pro-pékinois de Xi Jinping le 30 mai 2021.
- 1957 : 
  - Joan Benoit, marathonienne américaine championne olympique.
  - Benjamin Mancroft, 3e baron Mancroft.
  - Anthony St John, pair britannique, homme politique, homme d'affaires et avocat.
- 1958 : Éric Lombard, chef d'entreprise et homme politique français.
- 1959 :
  - Mitch Webster, joueur de baseball américain.
  - Mare Winningham, actrice, chanteuse et compositrice américaine.
- 1960 : Petre Becheru, haltérophile roumain, champion olympique.
- 1961 : Solveig Dommartin, actrice et réalisatrice française († 11 janvier 2007).
- 1962 : Samuel Labarthe, acteur franco-suisse de théâtre, de cinéma, et de télévision, ancien pensionnaire de la Comédie-Française, doubleur vocal.
- 1963 : Serge Teyssot-Gay, guitariste français, membre fondateur du groupe Noir Désir.
- 1965 : Krist Novoselic, bassiste du groupe Nirvana.
- 1966 :
  - Janet Jackson, chanteuse américaine.
  - Thurman Thomas, joueur de football américain.
- 1968 : Judith Henry, actrice française.
- 1969 :
  - David Boreanaz, acteur américain.
  - Tucker Carlson, éditorialiste et animateur de télévision américain.
  - Tracey Gold, actrice et productrice américaine.
  - Steve Lewis, athlète américain, spécialiste du 400 m.
- 1970 : 
  - Alain Escada, homme politique belge.
  - Gabriela Sabatini, joueuse de tennis argentine.
- 1972 : Khary Payton, acteur américain.
- 1973 : 
  - Jason Acuña, acteur américain.
  - Tori Spelling, actrice américaine, fille du producteur Aaron Spelling.
- 1974 : Laura Pausini, chanteuse italienne.
- 1975 : 
  - Tony Kakko, chanteur finlandais.
  - Simon Whitfield, triathlète canadien, champion olympique.
- 1977 :
  - Jean-Sébastien Giguère, joueur de hockey sur glace canadien.
  - Mathieu Glavany, joueur de rugby à XV français.
  - Melanie Lynskey, actrice néo-zélandaise
  - Emilíana Torrini, chanteuse islandaise.
- 1978 : Jim Sturgess, chanteur anglais.
- 1980 : Simon Gerrans, cycliste sur route australien.
- 1982 :
  - Billy Crawford, chanteur philippino-américain.
  - Beat Gerber, hockeyeur sur glace suisse.
  - Łukasz Kubot, joueur de tennis polonais.
- 1983 :
  - Nancy Ajram, chanteuse libanaise.
  - Mindaugas Katelynas, basketteur lituanien.
- 1984 :
  - Tomáš Fleischmann, joueur de hockey sur glace tchèque.
  - Rick Rypien, hockeyeur sur glace canadien († 15 août 2011).
- 1985 :
  - Stanislav Ianevski, acteur bulgare.
  - Anja Mittag, footballeuse allemande.
  - Corey Perry, joueur de hockey sur glace canadien.
- 1986 :
  - Anthony Bourgeois, joueur de rugby français.
  - Megan Fox, actrice et mannequin américaine.
- 1987 : Sharaud Curry, basketteur américain.
- 1989 : Marie-Pier Perreault, chanteuse québécoise.
- 1990 :
  - Thomas Brodie-Sangster, acteur et musicien anglais.
  - Ognjen Kuzmić, basketteur bosnien et serbe.
- 1991 :
  - Grigor Dimitrov, joueur de tennis bulgare.
  - Gueïda Fofana, footballeur français.
- 1992 :
  - Kervens Belfort fils, footballeur haïtien.
  - Jeff Skinner, joueur de hockey sur glace canadien.
- 1993 :
  - Johannes Thingnes Bø, biathlète norvégien.
  - Gage Skidmore, photographe américain
  - IU (Lee Ji-eun dite), chanteuse sud-coréenne.
- 1994 : Anthony Turgis, cycliste sur route français.
- 1999 : Matyáš Jachnicki, joueur tchèque de volley-ball.

### XXIesiècle
- 2002 : Ryan Gravenberch, footballeur néerlandais.

## Décès

### XIIIesiècle
- 1211 : Mieszko IV Jambes Mêlées (Mieszko IV Plątonogi en polonais), duc de Cracovie (princeps ou senior) de 1210 à 1211, duc Mieszko Ier de Silésie de 1163 à 1178 et duc de Raciborz de 1178 à 1211 de la dynastie Piast (° vers 1138).

### XVIesiècle
- 1561 : Jean Tarnowski, noble polonais (°1488).

### XVIIesiècle
- 1620 : William Adams, navigateur anglais et samouraï (° 24 septembre 1564).
- 1669 : Pierre de Cortone, architecte et peintre italien (° 1er novembre 1596).

### XVIIIesiècle
- 1703 : Charles Perrault, homme de lettres  et académicien français (° 12 janvier 1628).
- 1729 : Antonio Maria Salvini, écrivain, poète et philologue italien (° 12 janvier 1653).
- 1782 : Daniel Solander, botaniste suédois (° 19 février 1733).

### XIXesiècle
- 1886 : 
  - Mathilde Kindt, romancière belge (° 16 juin 1833).
  - Gabrielle Soumet, poétesse et écrivaine française (° 17 mars 1814).
  - Ambroise Verschaffelt, horticulteur belge (° 11 décembre 1825).
- 1891 : Ion Brătianu, personnalité politique roumaine (° 2 juin 1821).
- 1899 : Francisque Sarcey, critique dramatique et journaliste français (° 8 octobre 1827).

### XXesiècle
- 1910 : Henri-Edmond Cross (« Henri Edmond Delacroix »), peintre naturaliste puis pointilliste français (° 20 mai 1856).
- 1920 : « Joselito » (José Gómez Ortega dit), matador espagnol (° 8 mai 1895).
- 1925 : Maurice Maunoury, député d'Eure-et-Loir (° 16 octobre 1863).
- 1926 : Mehmed VI, dernier sultan ottoman (° 14 janvier 1861).
- 1932 : Albert Londres, journaliste et écrivain (° 1er novembre 1884).
- 1947 : Frederick Hopkins, biochimiste britannique, prix Nobel de médecine 1929 (° 20 juin 1861).
- 1953 : Django Reinhardt, guitariste de jazz manouche (° 23 janvier 1910).
- 1957 : Eliot Ness, policier américain de Chicago connu pour avoir arrêté Al Capone (° 19 avril 1903).
- 1977 : Modibo Keïta, homme d’État malien, premier président du Mali de 1960 à 1968 (° 4 juin 1915).
- 1979 : André Pierrel, Acteur français. (° 30 septembre 1899).
- 1981 : 
  - Ernie Freeman (en), musicien, chef d’orchestre et arrangeur américain (° 16 août 1922).
  - Soeroso, homme politique indonésien (°3 novembre 1893).
- 1983 : Réal Béland père, acteur et humoriste québécois (° 18 octobre 1920).
- 1984 :
  - Andy Kaufman, artiste américain (° 17 janvier 1949).
  - Irwin Shaw, écrivain américain (° 27 février 1913).
- 1985 : Margaret Hamilton, actrice américaine (° 9 décembre 1902).
- 1990 :
  - Sammy Davis, Jr., chanteur et comédien américain (° 8 décembre 1925).
  - Jim Henson, marionnettiste américain (° 24 septembre 1936).
- 1991 : Nicolás Pérez González, chanteur et compositeur paraguayen (° 6 décembre 1927).
- 1993 : 
  - Lloyd Tyrell-Kenyon, 5e baron Kenyon, pair britannique (° 13 septembre 1917).
  - Marv Johnson (en), chanteur américain (° 15 octobre 1938).
- 1994 : Alain Cuny, acteur français (° 12 juillet 1908).
- 1995 : Lola Flores (María Dolores Flores Ruiz dite), chanteuse, danseuse et actrice espagnole (° 21 janvier 1923).

### XXIesiècle
- 2005 : Andrew Goodpaster, général de l’armée américaine (° 12 février 1915).
- 2006 :
  - André Labarrère, personnalité politique française (° 12 janvier 1928).
  - Christophe de Ponfilly, journaliste français (° 5 janvier 1951).
- 2010 :
  - Philippe Bertrand, dessinateur et auteur français (° 21 avril 1949).
  - Ronnie James Dio, chanteur américain de heavy metal (° 10 juillet 1942).
  - Hank Jones, pianiste de jazz américain (° 31 juillet 1918).
- 2011 : Edward Hardwicke, acteur britannique (° 7 août 1932).
- 2012 : Monique Mélinand, actrice française (° 9 mars 1916).
- 2014 : Viktor Sukhodrev, traducteur soviétique et russe auprès des principaux dirigeants de l'Union soviétique de Nikita Khrouchtchev à Mikhaïl Gorbatchev (° 12 décembre 1932).
- 2016 :
  - Moidele Bickel, costumier allemand (° 6 mars 1937).
  - Giovanni Coppa, cardinal italien, nonce apostolique du Saint-Siège en Tchécoslovaquie (en) puis en République tchèque et en Slovaquie (en) (° 9 octobre 1925).
  - Huguette Dreyfus, claveciniste française (° 30 novembre 1928).
  - Romaldo Giurgola, architecte américano-australien (° 2 septembre 1920).
  - François Maistre, acteur français (° 14 mai 1925).
  - Jim McMillian, basketteur américain (° 11 mars 1948).
  - Julia Meade, actrice américaine (° 17 décembre 1925).
- 2018 : 
  - Richard Fork, physicien américain (° 1er septembre 1935).
  - Gérard Jouannest, pianiste français accompagnateur de Jacques Brel et de Juliette Gréco, ultime époux de cette dernière (° 2 mai 1933).
- 2019 : 
  - Ieoh Ming Pei, architecte sino-américain devenu centenaire (° 26 avril 1917).
  - Mick Micheyl (Paulette Jeanne Renée Michey dite), chanteuse et sculptrice française de l'est (° 8 février 1922).
- 2021 : 
  - Al Taib Mustafa, journaliste, écrivain et homme politique soudanais.
- 2022 : 
  - Josef Abrhám, acteur tchécoslovaque puis tchèque (° 14 décembre 1939).

## Célébrations

### Internationales
- Journée internationale de la lumière adoptée par l’U.N.E.S.C.O. le 14 novembre 2017[4],[5].
- Journée internationale du vivre-ensemble dans la paix adoptée par l'O.N.U. le 8 décembre 2017[6].
- Journée mondiale de la maladie cœliaque / cœliaquie[7].

### Nationales
- France (Union européenne à zone euro) : « fête du pain » instituée en 1995 (une semaine autour de la saint Honoré)[8].
- Malaisie : « fête des professeurs » en référence à la publication en 1956 du « rapport d'Abdul Razak » sur l'éducation.

### Saints des Églises chrétiennes

#### Saints des Églises catholiques et orthodoxes
Référencés ci-après in fine et orthodoxes :
- Abdas et Ébed-Jésus (IVe siècle), évêques et martyrs.
- Annobert de Sées († 706), évêque.
- Baras de Petra (Ve siècle), moine.
- Brendan de Clonfert († 583), abbé irlandais.
- Carentec (VIe siècle), abbé et évêque gallois.
- Eman de Galatie (VIe siècle), martyr.
- Fale de Troyes († vers 540), « Fidolus » ou « Phal », moine[11].
- Félix et Gennade († ?), Martyrs.
- Florent et Dioclétien († ?), Martyrs.
- Fort de Bordeaux († ?), martyr.
- Germier de Toulouse († 560), évêque de Toulouse.
- Honoré d'Amiens († 600), évêque.
- Nicolas le mystique († 925), patriarche.
- Pèlerin d'Auxerre († 304), évêque martyr.
- Posidius de Calama († v. 437), évêque.
- Des martyrs de la laure de Saint-Saba(s) († 616), moines.

#### Saints et bienheureux des Églises catholiques
référencés ci-après :
- Adam de Fermo († v. 1215), abbé italien.
- André Bobola († 1657), prêtre jésuite polonais martyr.
- Gens du Beaucet († 1127), ermite français.
- Hardini († 1858), moine libanais.
- Michel Wozniak († 1942), bienheureux prêtre polonais martyr.
- Siméon Cardon et cinq de ses compagnons († 1799), bienheureux moines italien martyrs.
- Simon Stock († 1265), bienheureux religieux anglais supérieur général et défenseur de l'ordre du Carmel lors de son retour en Europe.
- Ubald Baldassini ou « Ubald de Gubbio » († 1160), évêque.
- Vital-Vladimir Bajrak († 1946), bienheureux prêtre ukrainien martyr.
- Vladimir Ghika († 1954), bienheureux prêtre romain martyr.

#### Saint orthodoxe
- Cassien († 1537), alias Cassien de Komel, moine (aux dates éventuellement "juliennes" / orientales[10].
- Ephrem de Perekom († 1492), moine.

### Prénoms du jour
Bonne fête aux Honoré en souvenir d'Honoré d'Amiens (voir 27 février pour les Honorine etc.).
Et aussi aux Brenda, Brendan voire Brandon.

## Traditions et superstitions
6è voire 5è jour possible des quatre-temps d'été lorsque semaine de la Pentecôte.

### Dictons
- « À la mi-mai, queue d'hiver, mais à saint-Honoré, que de pois verts. »[12]
- « À la saint-Honoré, s'il fait gelée, le vin diminue de moitié. »[13]

### Astrologie
Signe du zodiaque : 26e jour du signe astrologique du Taureau.

## Toponymie
Les noms de plusieurs voies, places, sites ou édifices de pays ou provinces francophones contiennent cette date sous différentes graphies : voir Seize-Mai .